# Parandraceps turnbowi
Parandraceps turnbowi är en skalbaggsart som beskrevs av Giesbert 1998. Parandraceps turnbowi ingår i släktet Parandraceps och familjen långhorningar. Inga underarter finns listade i Catalogue of Life.